# 德意志国铁路52型蒸汽机车
德意志国铁路52型蒸汽机车是德意志国铁路在二战期间大量制造的一种轴式为2-10-0的蒸汽机车，是一种“战争机车”（德語：Kriegslokomotiven）。该型机车是由战前的BR50型机车发展而来的，其设计可以大大减少贵重材料的使用，从而达到大批量生产的目的。所谓“战争机车”并不仅仅指52型，这一总称大概包括十余种型号，主要是BR42、50、52三个系列，但BR52型无疑是其中最著名的。

## 制造情况
BR52型机车主要被用于欧洲东线战场，其总数多达6700辆以上，是世界上产量最高的铁路机车之一。为了完成极其庞大的生产计划，德国的机车生产厂家被合并为一，由帝国军备部长施佩尔管辖，称为GGL（Gemeinschaft Grossdeutscher Lokomotivhersteller）。
BR52型的前身是BR50型机车（也是所谓“战争机车”），该型机车在1938到1942年之间制造了3000余辆。BR52型机车的初衷就是在BR50型的基础上节省制造的工时、降低对工人技术水平的要求并减少贵金属的使用。此外，BR52型机车还使得机车成员可以更加有效的抵御俄罗斯冬季的严寒——在那里德军在顺利的初步入侵之后吃了极寒天气的大亏。从1942年到1945年战争结束时，德国共制造了6300多辆BR52，再加上战后初期生产的机车，其总数高达6719辆，总共17家工厂参与了BR52的制造。
BR52还有一种略为放大的型号——BR42，但生产数量较少。

## 二战后的运用情况

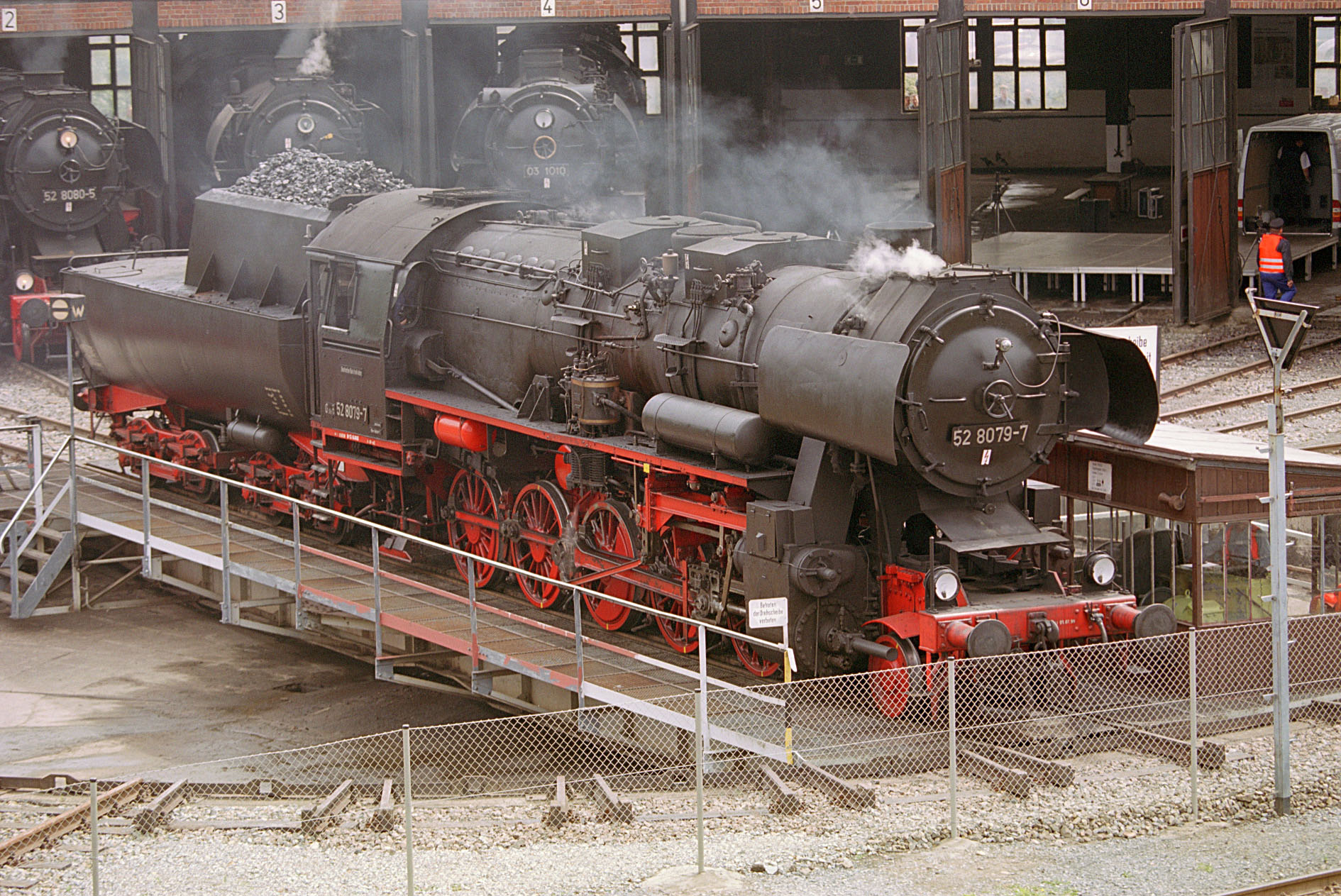
德国联邦铁路52 8079-7

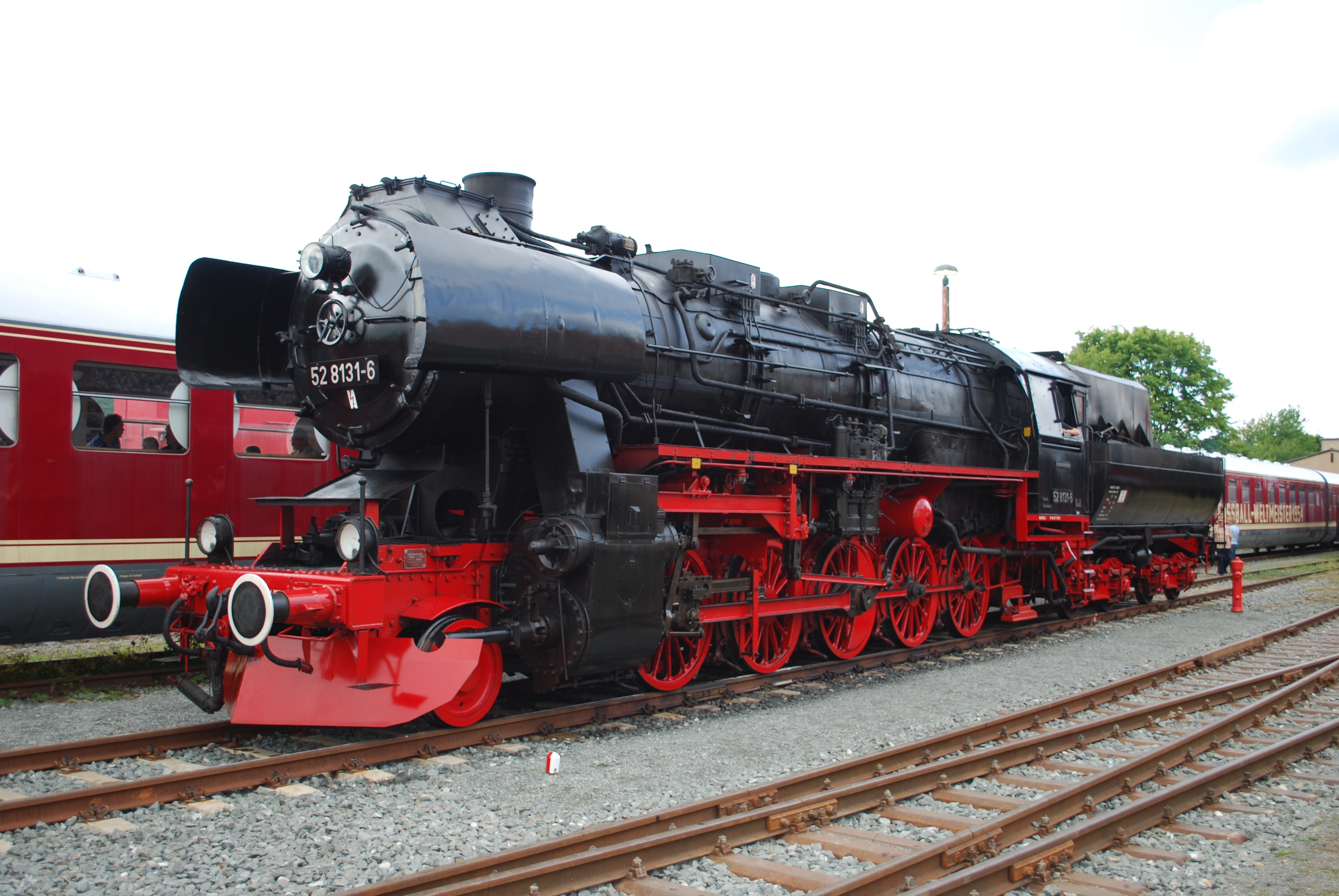
原德国国营铁路BR52型8131号机车

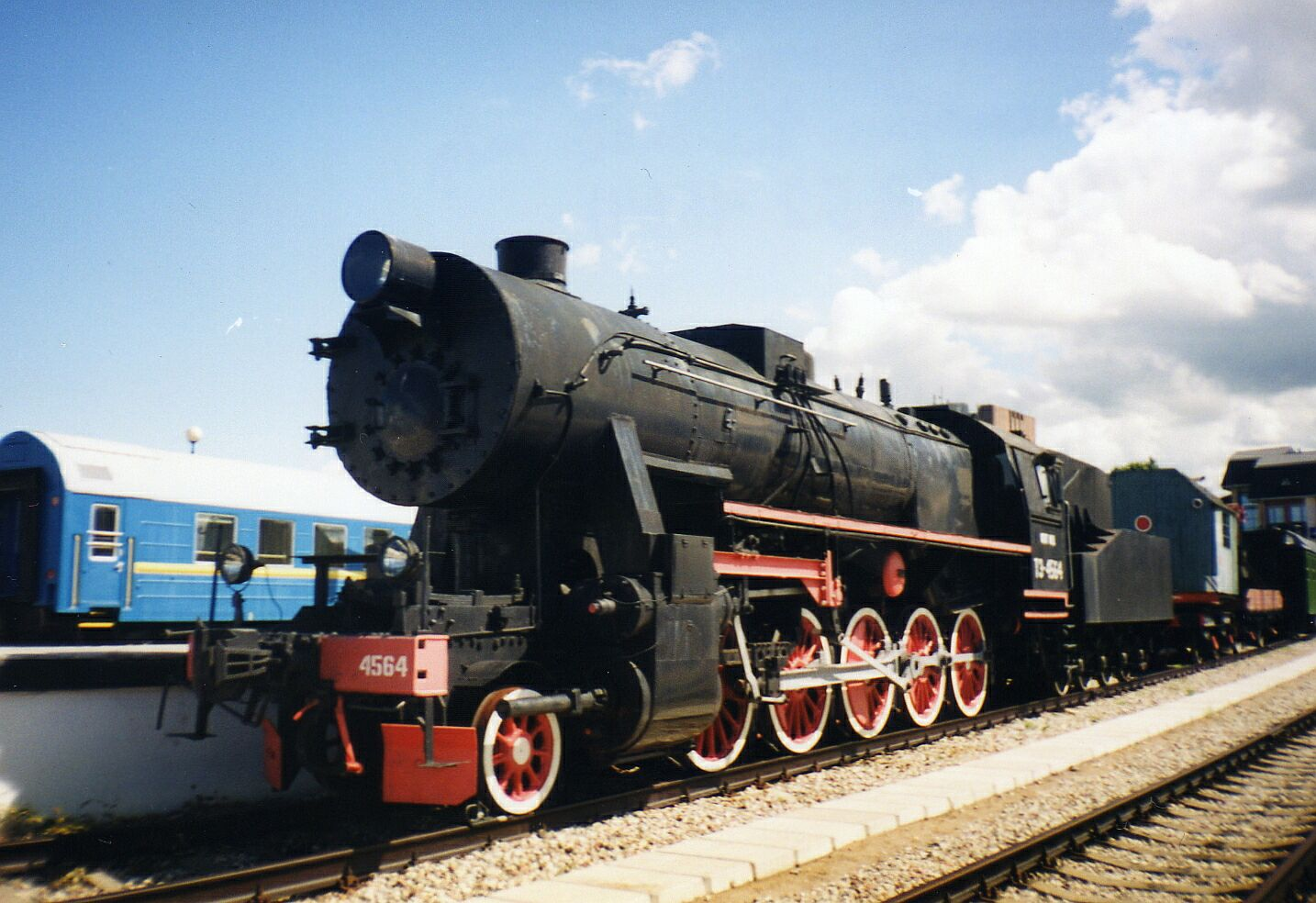
苏联铁路ТЭ型4564号机车

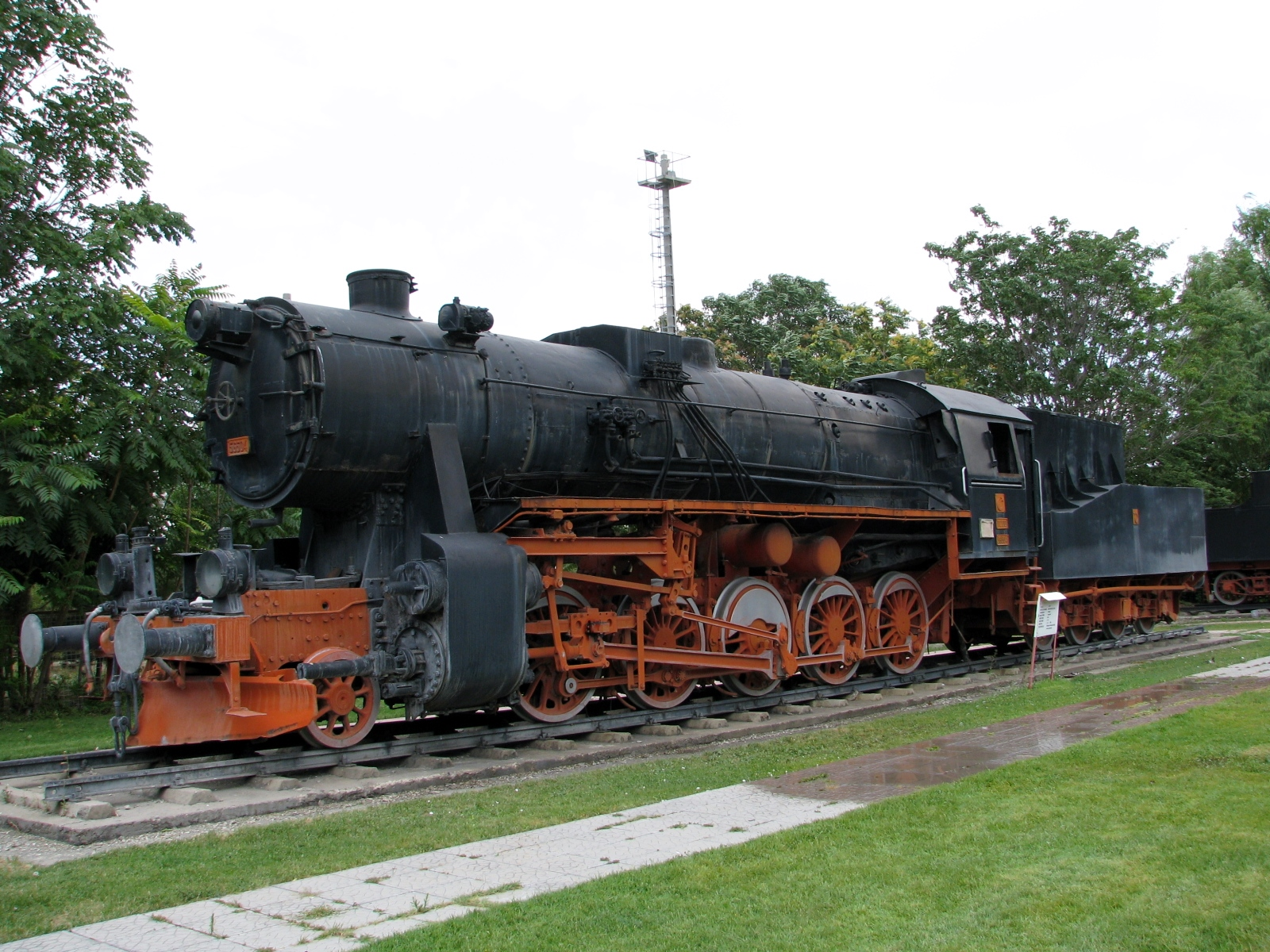
土耳其铁路56504号机车

在战争结束后的头几年，有很多欧洲国家都在使用BR52型。

### 苏联铁路ТЭ型
苏联拥有多达2100辆BR52，是拥有该型机车最多的国家，这些机车被苏联铁路编为ТЭ型，意指“一种从德国缴获但性能与E型蒸汽机车相同的蒸汽机车”。这些机车轨距变为宽轨，车钩亦由链式车钩变为SA-3车钩。在1960年代，苏联将700台ТЭ型机车让渡至东欧各社会主义国家，轨距变回标准轨距。

### 波兰铁路Ty2型
在德国战败时，波兰境内尚有1207台BR52型机车，其后波兰国家铁路从苏联购置220台BR52型机车，这些机车被波兰铁路编为Ty2型。

### 德国国营铁路52型
东德国营铁路拥有约1150辆BR52，其中200台改造为52.80型，另有25台改造为52.90型。

### 德国联邦铁路52型
西德联邦铁路拥有近700辆BR52。

### 奥地利铁路52型
在德国战败时，奥地利境内尚有超过700辆机车，但奥地利联邦铁路只接收了307台机车。这些机车被奥地利铁路编为52型，并一直使用到1976年。

### 土耳其铁路56501型
二战期间，德国向土耳其提供了53台BR52型机车，这些机车被土耳其國家鐵路编为56501型，并一直使用到1980年代。

### 越南铁路TE型
在20世纪80年代，苏联和波兰两国向越南提供了9台BR52型机车，但由于某些原因，越南铁路接收这些机车后，并未将其投入于辖下标准轨距线路运用。

## 性能
BR52既然作为军备，其设计之初就要求易于保养且动力性能优良。因此，BR52的轴重只有15吨，可以适应较差的路况，而且能够比先前的普鲁士蒸汽机车多牵引达40%的重量，在正常情况下BR52可以以65千米的时速牵引重达1200吨的列车。

## 在其他媒介中出现

### 游戏
模拟经营游戏《铁路大亨》中有BR52出现，在游戏中的名字是“战争机车2-10-0”（Kriegslok 2-10-0）。另外在后来的模拟游戏Trainz Railway Simulator2009中也有该型机车。

### 模型
BR52型机车也是常见的模型题材，欧洲各模型制造商都制造过BR52型的比例模型。曾经有国内玩家将BR52称为“德国的大男孩”，这个称法略失准确。BR52型机车是一种大批制造的简易机车，而大男孩则是美国铁路使用的大型机车（轴式4-8-8-4）。不过两者的名气却可以说是不相上下的，数量方面，BR52绝对取得全胜，但在牵引力方面，无疑是大男孩远高于BR52
在市场上也有BR52型的拼装模型，德国厂家 Rewell（译作威望或者利华）出品有1/87（HO）比例的拼装模型，中国厂家小号手出品过1/35比例的BR52拼装模型，小号手旗下的品牌 Hobbyboss 出品过1/72的拼装BR52。